# 茶翅螢金花蟲
茶翅螢金花蟲（学名：Siemssenius rifipennis）为金花蟲科胸緣螢金花蟲屬下的一个种。